# Хуруєшть (комуна)
Хуруєшть, Хуруєшті (рум. Huruiești) — комуна у повіті Бакеу в Румунії. До складу комуни входять такі села (дані про населення за 2002 рік):
- Кепотешть (219 осіб)
- Окень (426 осіб)
- Перкіу (184 особи)
- Предайш (379 осіб)
- Флорешть (282 особи)
- Фундоая (560 осіб)
- Хуруєшть (806 осіб)

Комуна розташована на відстані 220 км на північний схід від Бухареста, 43 км на південний схід від Бакеу, 103 км на південь від Ясс, 110 км на північний захід від Галаца, 142 км на північний схід від Брашова.

## Населення
За даними перепису населення 2002 року у комуні проживали 2856 осіб, усі — румуни. Усі жителі комуни рідною мовою назвали румунську.
Склад населення комуни за віросповіданням:
| Релігія       | Кількість осіб | Відсоток |
| ------------- | -------------- | -------- |
| православні   | 2851           | 99,8%    |
| римо-католики | 2              | 0,1%     |
| адвентисти    | 2              | 0,1%     |
| унітарії      | 1              | < 0,1%   |